# Iteaceae
Iteaceae är en familj av tvåhjärtbladiga växter. Iteaceae ingår i ordningen stenbräckeordningen, klassen tvåhjärtbladiga blomväxter, fylumet kärlväxter och riket växter. Enligt Catalogue of Life omfattar familjen Iteaceae 25 arter. 
Kladogram enligt Catalogue of Life:
| Iteaceae | \| \| Itea \| \| \| \| \| \| Pterostemon \| \| \| \| |
|          | \| \| Itea \| \| \| \| \| \| Pterostemon \| \| \| \| |
|          | Altingiaceae                                         |
|          |                                                      |
|          | Aphanopetalaceae                                     |
|          |                                                      |
|          | katsuraväxter                                        |
|          |                                                      |
|          | fetbladsväxter                                       |
|          |                                                      |
|          | Cynomoriaceae                                        |
|          |                                                      |
|          | Daphniphyllaceae                                     |
|          |                                                      |
|          | ripsväxter                                           |
|          |                                                      |
|          | slingeväxter                                         |
|          |                                                      |
|          | trollhasselfamiljen                                  |
|          |                                                      |
|          | pionväxter                                           |
|          |                                                      |
|          | Penthoraceae                                         |
|          |                                                      |
|          | Peridiscaceae                                        |
|          |                                                      |
|          | stenbräckeväxter                                     |
|          |                                                      |
|          | Tetracarpaeaceae                                     |
|          |                                                      |
|          | Itea                                                 |
|          |                                                      |
|          | Pterostemon                                          |
|          |                                                      |

|  | Itea        |
|  |             |
|  | Pterostemon |
|  |             |

## Bildgalleri

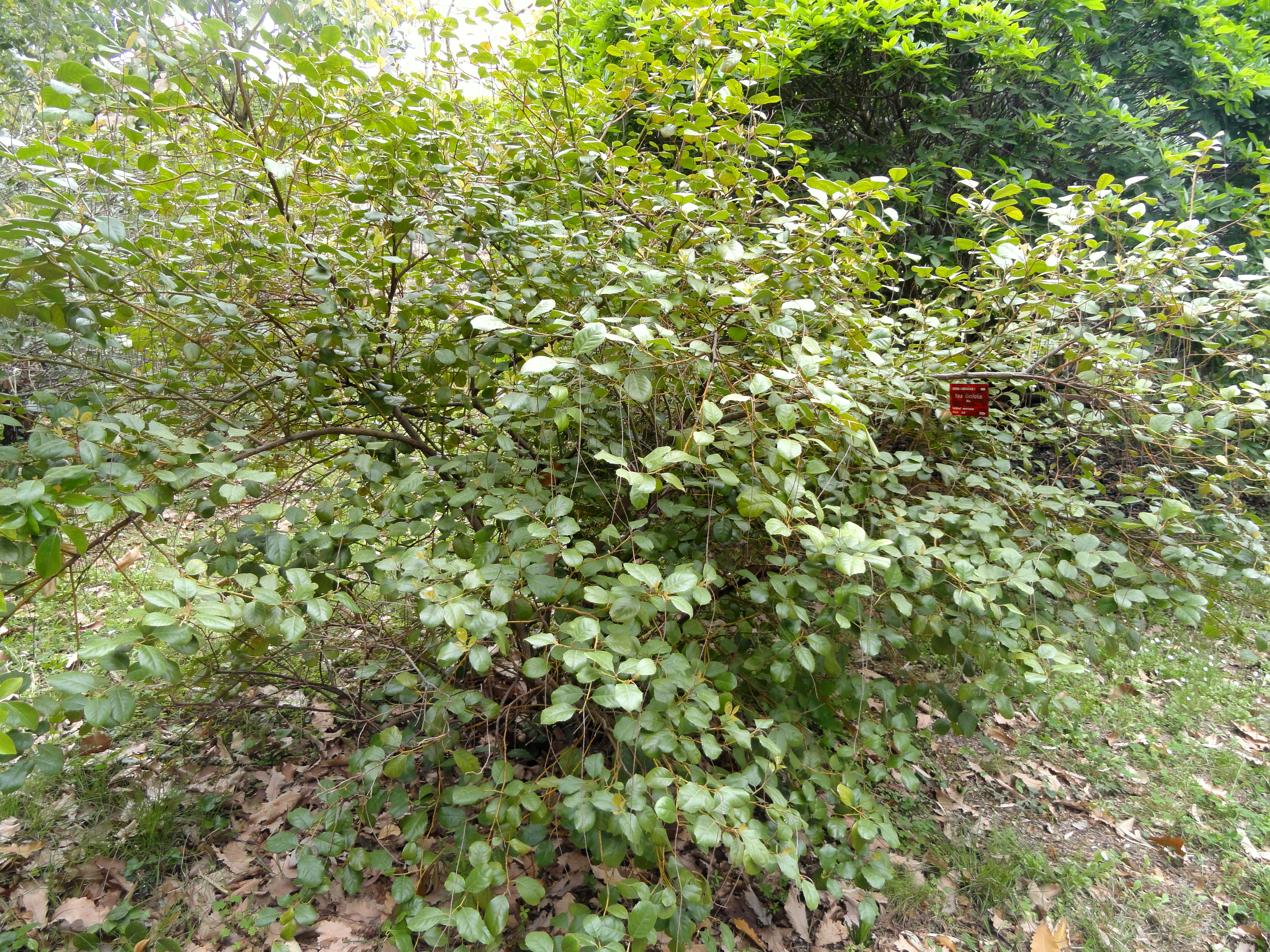
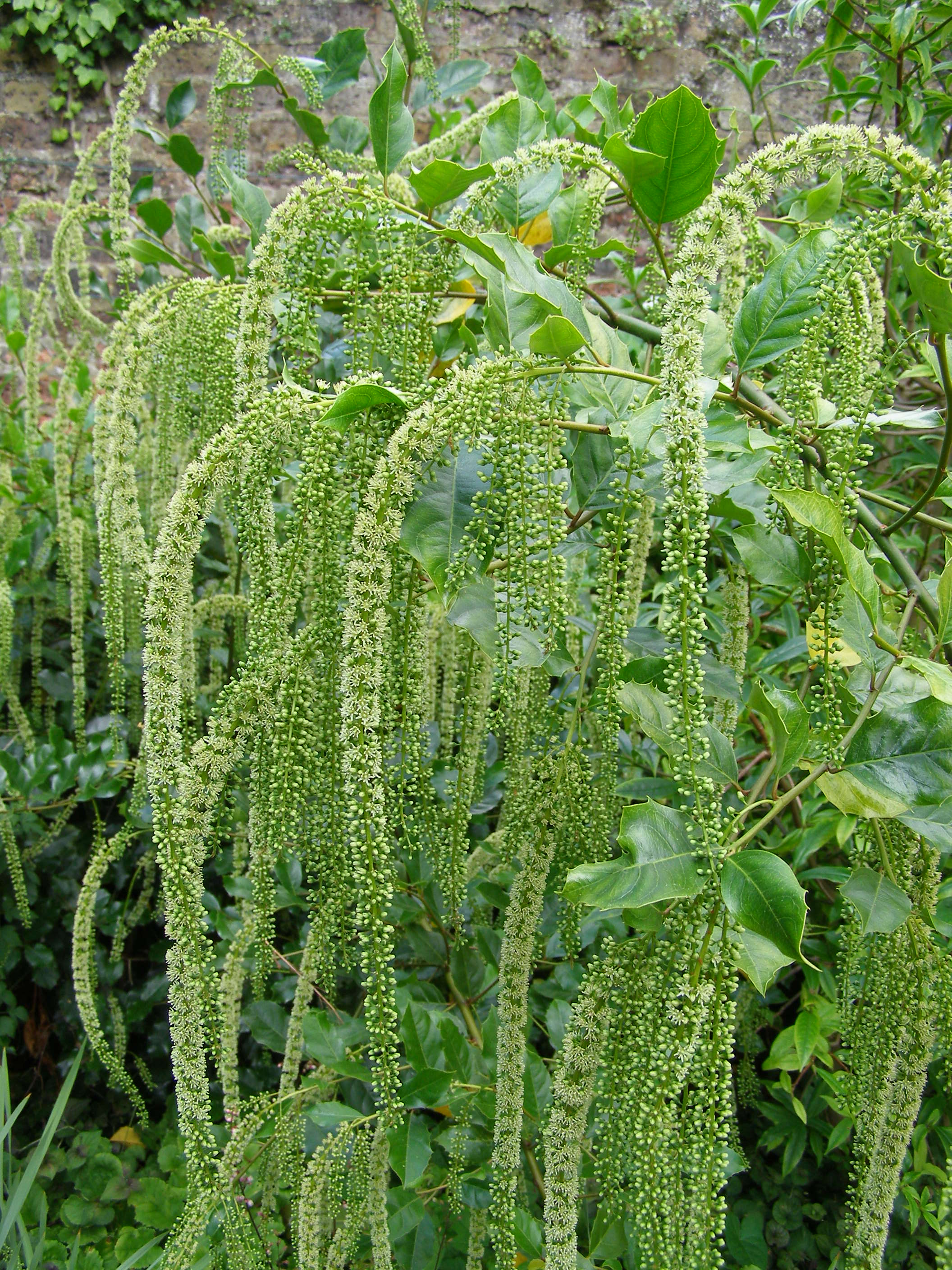
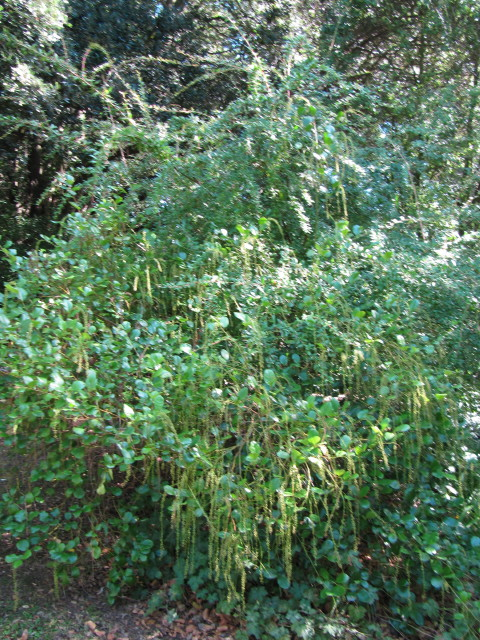
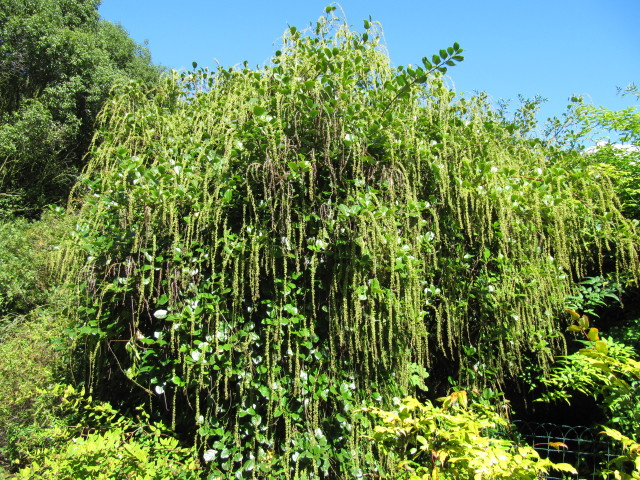
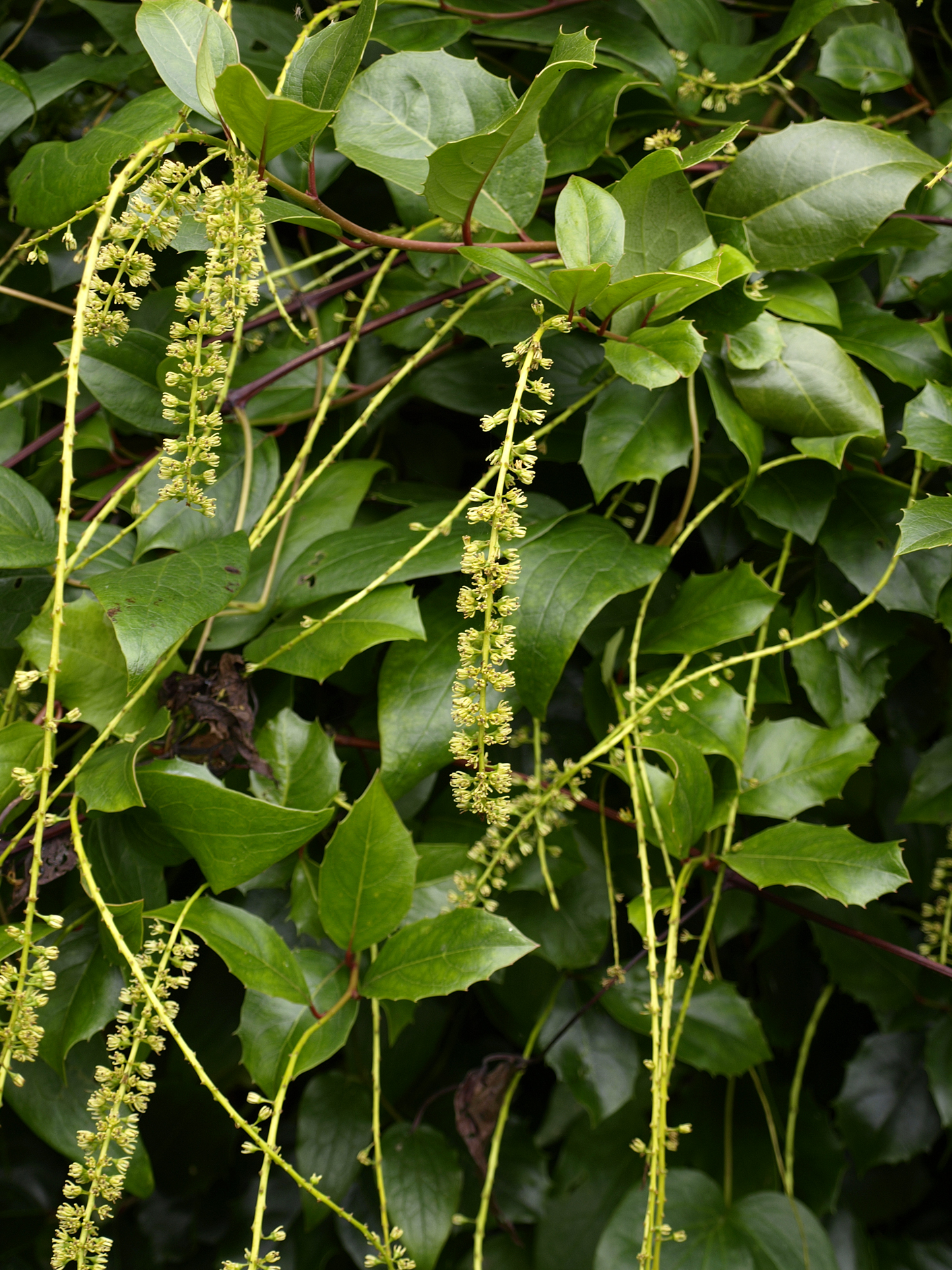
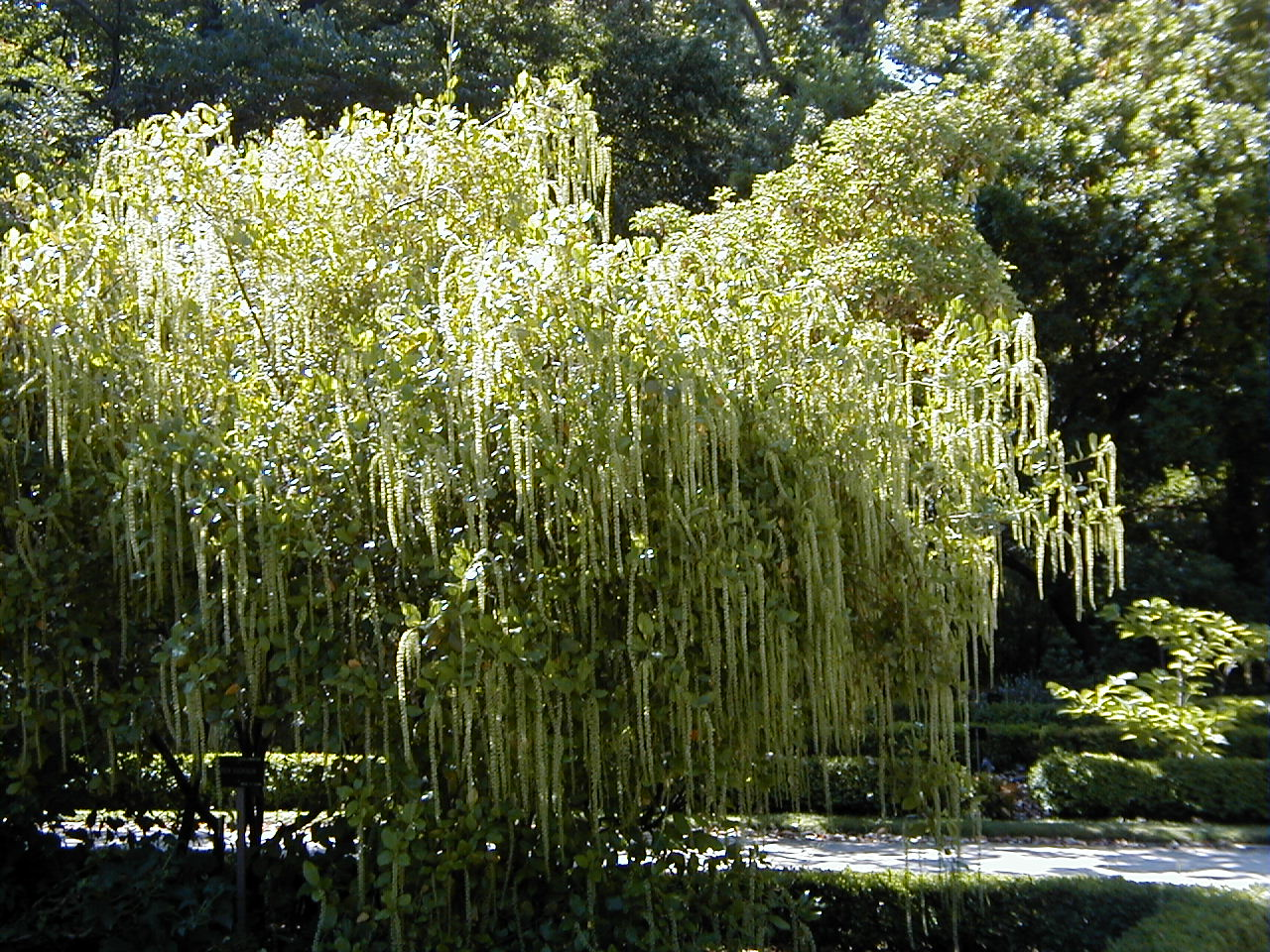